# 东岸滨江公共空间
東岸濱江公共空間（又名上海浦东滨江公共开放空间），是沿黄浦江北起杨浦大桥下南至徐浦大桥23至24公里岸线的公共开放空间。其還包括一条折返47.5-50公里的自行车道。該公共開放空間从南向北，由徐浦大桥下的“南墙”起依次经过三林镇、上钢新村街道、周家渡街道、南码头路街道、塘桥街道、潍坊新村街道、陆家嘴街道，最終到洋泾街道杨浦大桥下的“北墙”。其中包括滨江大道、上海世博公园、上海世博文化公园、后滩公园、耀华滨江绿地等。